# Oda (literatura)
Oda – gatunek liryczny, który charakteryzuje się wzniosłością tematu i stylu, sławi ideę, wydarzenie lub czas. Zwykle cechuje ją także zbiorowy podmiot wypowiedzi. Należała do najpopularniejszych form poezji klasycznej.

## Opis
W starożytnej Grecji i w starożytnym Rzymie oda była w przeciwieństwie do hymnu utworem o tematyce świeckiej, wychwalającym np. miasta, ludzi lub pewne pojęcia abstrakcyjne. Charakteryzuje się zawartością elementów pochwalnych, patosem, śpiewnością i melodyjnością. Zrytmizowanie osiągnięte jest za pomocą regularności wersyfikacyjnej i stałego miejsca średniówki.
Wzorcowym przykładem są tzw. Ody olimpijskie greckiego poety Pindara z przełomu VI i V w. p.n.e., na nowo spopularyzowane w renesansie. Stanowiły one przykład liryki chóralnej, zbiorowej. Poświęcone były zwycięzcom igrzysk sportowych, wychwalały ich wyczyny oraz miasta, z których się wywodzili.
Odami nazywano także pieśni Horacego posiadające charakter liryki indywidualnej. Określano je jako odmienny typ ody, tzw. solowej, w odróżnieniu od pindarowskiego typu ody chóralnej. Jednak wydaje się, że nazywanie pieśni Horacego odami miało charakter wartościujący, gdyż w mniemaniu teoretyków gatunek ten uważano za najdoskonalszy i najbardziej ceniony.
W literaturze polskiej do najważniejszych twórców ód należeli: Jan Kochanowski i Szymon Szymonowic w okresie renesansu, Kajetan Koźmian (ody napoleońskie), Ludwik Osiński i Franciszek Wężyk w okresie klasycyzmu. W okresie klasycyzmu, zwłaszcza klasycyzmu warszawskiego, oda należała do ulubionych gatunków literackich w literaturze polskiej. Ze względu na luźną kompozycję nie przestała być uprawiana także w literaturze polskiej okresu romantyzmu – z klasycystycznych założeń wyrastała np. Oda do młodości Adama Mickiewicza napisana w 1820. Z kolei Oda do wolności Juliusza Słowackiego to próba historiozoficznej interpretacji dziejów ludzkości i przykład sporadycznego sięgania po gatunek ody przez poetów romantycznych w czasie powstania listopadowego.